# 真正寺 (荒川区)
真正寺（しんしょうじ）は、東京都荒川区にある曹洞宗の寺院。

## 概要
1608年（慶長13年）、心翁永伝によって開山された。
1661年（寛文元年）に現在地に移転した。その際に東西南北それぞれ24間2尺（約42メートル）の門前町も作られている。

## 交通アクセス
- 南千住駅より徒歩9分（経路案内）。